# Rui Zhenggao
Rui Zhenggao (chinesisch 芮正皋, bekannt als Qixian; * 14. August 1919 in Wuxing, Zhejiang; † 9. März 2015) war Diplomat der Republik China (Taiwan).
In seinen frühen Jahren studierte Rui Zhenggao an der juristischen Fakultät der Aurora-Universität in Shanghai, an der Universität Paris in Frankreich, am Den Haager Institut für Internationales Recht in den Niederlanden und am Unabhängigen Institut für Politische Studien in Paris. Er hat in einer Shanghaier Grundschule und im Verkehrsministerium gearbeitet. Nach seiner Ankunft in Taiwan diente er nacheinander als Kommissar und Abteilungsleiter der Europaabteilung des Außenministeriums der Republik China, Abteilungsleiter der Passabteilung der Protokollabteilung des Außenministeriums der Republik China, stellvertretender Direktor der Protokollabteilung des Außenministeriums der Republik China, Berater der Botschaft der Republik China in der Türkei und Berater der Botschaft der Republik China in Mali. 1965 wurde er zum Botschafter der Republik China in Obervolta befördert. Von 1968 bis 1983 war er Botschafter der Republik China in der Elfenbeinküste und fungierte gleichzeitig als Botschafter in Gambia und stellvertretender Vertreter bei den Vereinten Nationen. Später in Australien niedergelassen.
Er ist der Autor von A Long and Comprehensive Account of Diplomatic Career: Memoirs of Rui Zhenggao (Sanmin Bookstore). Er starb am frühen Morgen des 9. März 2015 im Ryde Hospital in Sydney, Australien, an einer Krankheit.

## Auszeichnungen und Ehrungen
Medaille der Republik China
- 1965:  Zweiter Klasse, Order of Brilliant Star[4]